# Municipio de Gastonia
El municipio de Gastonia (en inglés: Gastonia Township) es un municipio ubicado en el  condado de Gaston en el estado estadounidense de Carolina del Norte. En el año 2000 tenía una población de 82.530 habitantes.

## Geografía
El municipio de Gastonia se encuentra ubicado en las coordenadas 35°15′49.43″N 81°11′15.74″O / 35.2637306, -81.1877056.